# Девід Очоа
Девід Очоа (англ. David Ochoa, нар. 16 січня 2001, Окснард) — американський футболіст мексиканського походження, воротар клубу «Реал Солт-Лейк».

## Клубна кар'єра
Народився 16 січня 2001 року в місті Окснард. Вихованець футбольної школи клубу «Реал Солт-Лейк». З 2018 року став виступати за фарм-клуб «Реал Монаркс».

## Виступи за збірну
Маючи мексиканське походження, Очоа був викликаний до юнацької збірної Мексики U-16, втім в подальшому Девід вирішив грати за юнацькі збірні США.
У 2018 році у складі молодіжної збірної США Очоа взяв участь в молодіжному чемпіонаті КОНКАКАФ у Панамі, допомігши своїй команді здобути золоті медалі турніру. Цей результат дозволив команді кваліфікуватись на молодіжний чемпіонат світу 2019 року, куди поїхав і Девід.

## Титули і досягнення
- Чемпіон КОНКАКАФ (U-20): 2018
- Переможець Ліги націй КОНКАКАФ: 2021